# Mara Santos
Mara Santos García (Velilla del Río Carrión, 25 de mayo de 1969) es una deportista española que compite en piragüismo en la modalidad de maratón. Cuenta en su palmarés con cinco medallas en el Campeonato del Mundo y tres medallas en el Campeonato de Europa, además de ostentar el récord absoluto de victorias en el Campeonato de España, en el Descenso Internacional del Sella y en el Descenso Internacional del Carrión.

## Biografía
Mara Santos procede de una familia con gran tradición piragüística, y realizó su formación en aguas del río Carrión que atraviesa su localidad natal, Velilla del Río Carrión, donde el piragüismo es también una actividad muy destacada.
Ostenta al récord absoluto de victorias en el Descenso Internacional del Sella, donde ha logrado 22 victorias absolutas, 20 de ellas en la categoría K-1 individual femenino.
En 2012, Mara abandonó la práctica profesional del deporte y estableció su residencia en Palencia, dedicándose a la docencia en educación física. Años más tarde retomó la actividad volviendo a participar en competiciones nacionales.

## Palmarés internacional
Ganó cinco medallas en el Campeonato Mundial de Piragüismo en Maratón entre los años 2000 y 2007, y tres medallas en el Campeonato Europeo de Piragüismo en Maratón en los años 1999 y 2001. También fue 16 veces campeona de España y en 22 ocasiones vencedora del Descenso Internacional del Sella.
| Campeonato Mundial | Campeonato Mundial             | Campeonato Mundial | Campeonato Mundial |
| Año                | Lugar                          | Medalla            | Evento             |
| ------------------ | ------------------------------ | ------------------ | ------------------ |
| 2000               | Dartmouth (Canadá)             | Medalla de oro     | K1                 |
| 2001               | Stockton-on-Tees (Reino Unido) | Medalla de bronce  | K1                 |
| 2002               | Zamora (España)                | Medalla de plata   | K1                 |
| 2003               | Valladolid (España)            | Medalla de plata   | K1                 |
| 2007               | Győr (Hungría)                 | Medalla de bronce  | K1                 |
| Campeonato Europeo |                                |                    |                    |
| Año                | Lugar                          | Medalla            | Evento             |
| 1999               | Gorzów Wielkopolski (Polonia)  | Medalla de plata   | K1                 |
| 1999               | Gorzów Wielkopolski (Polonia)  | Medalla de bronce  | K2                 |
| 2001               | Győr (Hungría)                 | Medalla de plata   | K1                 |